# Herman E. Webber
Herman Ernest Webber (né le 16 août 1902 - décédé le 28 avril 1984) était un réalisateur et producteur de cinéma américain.